# Distracción
Distracción là một khu tự quản thuộc tỉnh La Guajira, Colombia. Thủ phủ của khu tự quản Distracción đóng tại Distracción Khu tự quản Distracción có diện tích 232 ki lô mét vuông. Đến thời điểm ngày 28 tháng 5 năm 2005, khu tự quản Distracción có dân số  người.